# Bigelow (Missouri)
Bigelow è un villaggio degli Stati Uniti d'America, nella Contea di Holt, nello Stato del Missouri.

## Geografia fisica
Secondo lo United States Census Bureau, il villaggio ha una superficie totale di 0,23 km².